# Sainte-Menehould
Sainte-Menehould je naselje in občina v severni francoski regiji Šampanja-Ardeni, podprefektura departmaja Marne. Leta 1999 je naselje imelo 4.979 prebivalcev.

## Geografija
Kraj leži na robu Argonskega gozda ob sotočju rek Aisne in Auve, je središče pokrajine Argoni.

## Administracija
Sainte-Menehould je sedež istoimenskega kantona, v katerega so poleg njegove vključene še občine Argers, Braux-Sainte-Cohière, Braux-Saint-Remy, La Chapelle-Felcourt, Châtrices, Chaudefontaine, Courtémont, La Croix-en-Champagne, Dommartin-Dampierre, Dommartin-sous-Hans, Élise-Daucourt, Florent-en-Argonne, Gizaucourt, Hans, Laval-sur-Tourbe, Maffrécourt, Moiremont, La Neuville-au-Pont, Passavant-en-Argonne, Saint-Jean-sur-Tourbe, Somme-Bionne, Somme-Tourbe, Valmy, Verrières, Villers-en-Argonne in Voilemont z 8.824 prebivalci.
Naselje je prav tako sedež okrožja, v katerem se nahajajo kantoni Givry-en-Argonne, Sainte-Menehould in Ville-sur-Tourbe s 14.313 prebivalci.